# Dinorah Varsi
Dinorah Varsi  (15 novembre 1939 - 17 juin 2013), née à Montevideo, est une pianiste uruguayenne.

## Biographie
Elle commence très tôt à étudier le piano.
À l'âge de quatre ans, elle est déjà sur scène, donnant un concert. Erich Kleiber lui prédit un grand avenir quand elle joue pour lui deux ans plus tard.  Elle étudie avec Sarah Bourdillon de Santorsola. Trois ans après elle interprète le concerto en fa mineur de Bach pour un public enthousiaste au Brésil.
Après avoir terminé ses études à Montevideo, elle complète sa formation à Paris, New York et en Suisse avec Géza Anda. Au cours de cette période, elle remporte des concours à Genève, Barcelone, (Concours international de musique Maria Canals (1962)), et Londres.
En 1967, elle a remporte le Concours Clara Haskil à Lucerne, ce qui lui a ouvert les portes d'une carrière internationale.
Elle participe à des concerts à Salzbourg, Berlin, Prague et Zurich. Elle apparait dans des festivals, Salzbourg, Lucerne, Schleswig-Holstein et Munich; travaille en soliste avec les orchestres du Berliner Philharmoniker sous  la direction de Semyon Bychkov, le Royal Concertgebouw Orchestra d'Amsterdam avec Bernard Haitink, le royal Philharmonic de Londres, l'Orchestre philharmonique de Munich et l'Orchestre philharmonique de Rotterdam. Parmi les chefs d’orchestre avec lesquels  elle a collaboré figurent Giuseppe Sinopoli, Charles Dutoit, Rudolf Kempe et Witold Rowicki. Lors de  sa tournée à travers l'Afrique australe en 1972, ses prestations sont acclamées par la critique.
Son répertoire est varié, allant de Bach à Ginastera. Dinorah Varsi interprète  avec expressivité différents langages musicaux y compris les grands concertos, techniquement exigeants de Tchaïkovski, Rachmaninov, Liszt, Chopin et Brahms.
Dinorah Varsi est morte à Berlin le 17 juin 2013,.

## Discographie
Les enregistrements de Varsi incluent des interprétations de Schumann (Kreisleriana et Kinderszenen), Chopin (les concertos pour piano nos 1 et 2, les trois sonates pour piano, les Mazurkas, 24 Études, 24 Préludes, Fantaisie en fa mineur, Impromptus et Nocturnes), Brahms (les deux concertos, Rhapsodies Op.79, Intermezzi Op.117, pièces pour piano, Op. 116, 118 et 119), César Franck (Prélude, Choral et Fugue), Debussy (Préludes, livre I) et Galina Oustvolskaïa (Sonate no 4), pour Philips, EMI, Mediaphon, Deutsche Harmonia Mundi et Saphir.